# 鄒國儒
鄒國儒（1514年—1577年），字醇甫，號湛泉，浙江嘉興府秀水縣人，嘉興縣民籍，明朝政治人物。

## 生平
嘉靖四十年（1561年）辛酉科浙江鄉試第十九名舉人。嘉靖四十四年（1565年）中式乙丑科二甲第三名進士。礼部观政，本年六月授刑部主事，九月改南京吏部，隆慶元年（1567年）十月升郎中，二年九月給假送母。六年十月终养，万历五年（1577年）服阕，患病卒。

## 家族
曾祖鄒裕，壽官；祖父鄒鑑，聽選官；父鄒浩，庠生、贈南吏部郎中；母程氏。